# Return On Security Investment
Il Return On Security Investment (ROSI) è un tema legato all'efficacia della spesa in sicurezza delle informazioni.
Concetto che prende il nome da un parallelismo con il ROI (Return on investment), non ha in realtà la precisione matematica e contabile di quest'ultimo, configurandosi piuttosto come un insieme di metodologie e conoscenze che possono aiutare a valutare, anche in modo qualitativo, quanto una spesa in sicurezza delle informazioni possa aiutare l'organizzazione che la delibera a raggiungere il proprio scopo istituzionale.